# Bengalische Sprachbewegung

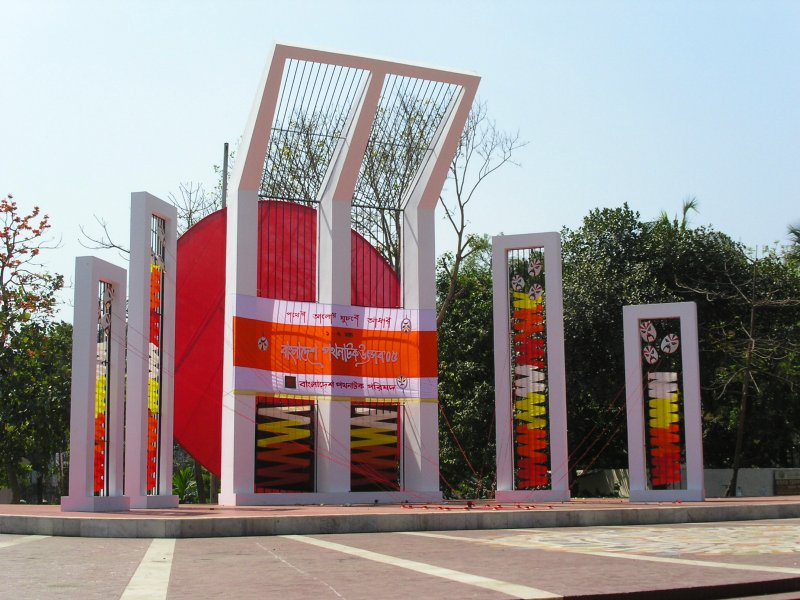
Shaheed Minar, das „Märtyrermonument“ und Denkmal für die im Februar 1952 in Dhaka getöteten Aktivisten der bengalischen Sprachbewegung

Die bengalische Sprachbewegung (bengalisch ভাষা আন্দোলন bhāṣā āndolan, „Sprachbewegung“) war eine gesellschaftlich-politische Bewegung im damaligen Ostpakistan (dem heutigen Bangladesch), die sich für eine Anerkennung der bengalischen Sprache als offizielle Staatssprache einsetzte.

## Gründung Pakistans 1947 und Diskussionen um die Staatssprache

Pakistan (Ost und West) zwischen 1947 und 1971

Im Jahr 1947 war Britisch-Indien in die Unabhängigkeit entlassen worden. Als Nachfolgestaaten entstanden die Staaten Indien und Pakistan. Pakistan wurde auf Betreiben der Muslim-Liga unter Muhammad Ali Jinnah als ein Staat gegründet, der die mehrheitlich muslimischen Provinzen Britisch-Indiens umfassen sollte. Zwei Provinzen Britisch-Indiens waren in größerer Zahl sowohl von Hindus und Sikhs als auch von Muslimen bewohnt: Punjab und Bengalen. Beide Provinzen wurden geteilt. Der größere westliche Teil des Punjab kam zu Pakistan, der östliche Teil zu Indien. Der westliche Teil Bengalens (mit Kolkata) kam zu Indien, der östliche zu Pakistan. Der im Ergebnis dieser Teilungen entstandene neue Staat Pakistan hatte kein geografisch zusammenhängendes Staatsgebiet. Der flächenmäßig größere westliche Teil lag im Indus-Stromgebiet, der östliche Anteil bestand aus Ostbengalen. Von der Bevölkerungszahl her waren beide Teile etwa gleichgewichtig. Die Führungseliten des neuen Staates kamen allerdings ganz überwiegend aus dem Westteil des Landes.
Gleich nach der Gründung Pakistans stellte sich die Frage nach der offiziellen Staatssprache des neuen mehrsprachigen Staates. Die Sprachen Westpakistans waren im Wesentlichen Panjabi, Sindhi, Paschtunisch, Belutschi; in Ostpakistan sprach man ganz überwiegend Bengalisch. Alle Sprachen zählen zur indogermanischen Sprachfamilie. Die Sprachen Westpakistans wurden (und werden) in arabischer Schrift geschrieben, das Bengalische in einer eigenen dem Devanagari ähnlichen indischen Schrift. Das Bengalische war die nach Sprecherzahl stärkste Sprache im neuen Staat Pakistan.
Nach Gründung Pakistans wurde auf der ersten Konferenz über Erziehungswesen in Karatschi 1947 keine der genannten Sprachen als neue Staatssprache ausgewählt, sondern stattdessen Urdu. Offizielle Stellen und die höheren Schulen in Pakistan wurden angewiesen, zukünftig Urdu zu verwenden. Ein eigens dafür gegründetes „Offizielles Sprachkomitee“ beschäftigte sich damit, ein neues Urdu-Vokabular für Begriffe zu schaffen, für die es bisher nur englische Ausdrücke gab (beispielsweise aus den Bereichen Wissenschaft, Justiz etc.). Schon länger galt Urdu als lingua franca der Muslime auf dem indischen Subkontinent und wurde von den Anhängern der Pakistan-Idee als solche propagiert. Linguistisch ist Urdu Teil des Hindustani-Dialektkontinuums Nordindiens bzw. aus diesem hervorgegangen. Es hat zahlreiche persische und einige wenige türkische Einflüsse aufgenommen. Da es in arabischer Schrift, der Schrift des Korans, geschrieben wird, genoss es unter indischen Muslimen traditionell höheres Prestige. Auch andere muslimisch regierte Fürstenstaaten des indischen Subkontinents – wie Hyderabad – hatten in der Vergangenheit Urdu zu ihrer Staatssprache erklärt. Die Möglichkeit, in Pakistan mehrere Amtssprachen zuzulassen, wurde aus Befürchtungen vor Separatismus verworfen. Durch eine gemeinsame Amtssprache hoffte man, auch ein Pakistan-Staatsbewusstsein in dem neuen künstlichen Staat zu schaffen. Ähnliche Gedankengänge gab es zur gleichen Zeit auch im benachbarten Indien, wo anfangs eine starke Tendenz bestand, Hindi zur alleinigen Staatssprache zu erheben.

## Unruhen in Ostpakistan 1948
Schon kurz nach den ersten Absichtserklärungen, Urdu zur alleinigen Staatssprache zu erheben, kam es zu ersten Protesten von bengalischen Intellektuellen und Studenten in Dhaka. Diese wiesen darauf hin, dass Urdu-Sprecher in keiner der Provinzen Pakistans die Mehrheit stellten, während mehr als 50 % der Bewohner Pakistans (die allerdings fast alle in Ostpakistan lebten) Bengalisch als Muttersprache sprachen. Führende bengalische Gelehrte und Schriftsteller sprachen sich gegen Urdu als alleinige Staatssprache aus und äußerten die Befürchtung, dass die Bevölkerung Ostpakistans aufgrund ihrer Unkenntnis der Staatssprache zu Analphabeten im eigenen Land gemacht werden würde. Der Journalist und Lehrer Mohammad Akram Khan wandte ein, dass die bengalischen Muslime seit Ankunft des Islam immer Bengalisch gesprochen und geschrieben hätten. Der bengalische Linguist Muhammad Shahidullah betonte, dass die bengalische Sprache älteren Ursprungs sei als Urdu. Die Versuche von gewählten Abgeordneten aus Ostbengalen, in der konstituierenden Nationalversammlung Pakistans, die die neue Verfassung ausarbeiten sollte, das Bengalische als eine der Staatssprachen zu verankern, schlugen fehl. Daraufhin kam es am 11. März 1948 zu einem Generalstreik in Dhaka, der wesentlich von Studenten der Universität Dhaka organisiert wurde. Im Anschluss daran folgten zahlreiche Verhaftungen von Demonstranten. Da sich die Unruhen nicht legten, reiste Muhammed Ali Jinnah, der erste Regierungschef Pakistans, nach Dhaka und hielt dort am 21. März 1948 vor einer großen Menschenmenge eine vielbeachtete Rede.

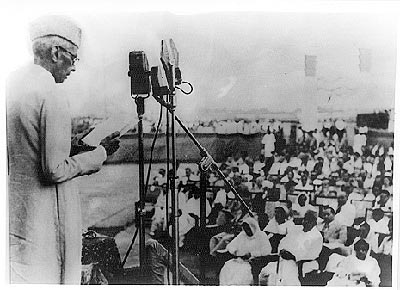
Muhammed Ali Jinnah bei seiner Rede in Dhaka am 21. März 1948

In dieser Rede erklärte Jinnah, dass die Bürger des neuen Staats Pakistan sich nicht primär als Angehörige verschiedener Völker verstehen sollten, sondern als Muslime. Urdu werde die alleinige zukünftige Staatssprache Pakistans sein. Jinnah billigte den Bewohnern Ostpakistans allerdings zu, dass sie für den regionalen Gebrauch auf Provinzebene eine lokale Sprache, also Bengalisch, wählen könnten, wenn sie dies wünschten. Zugleich warnte er vor vermeintlichen vom Ausland (d. h. von Indien) aus gesteuerten Separatisten und Saboteuren, rechtfertigte die politische Dominanz der Muslim-Liga und lehnte ein Mehrparteiensystem ab:

“… Was soll das heißen: ‚Wir sind Bengalen, Sindhis, Paschtunen oder Punjabis‘? Nein, wir sind Muslime. […] Letztlich ist es an euch, den Bewohnern dieser Provinz, darüber zu entscheiden, welches die Sprache der Provinz sein soll. Aber ich möchte ganz klarmachen, dass die Staatssprache Pakistans Urdu werden wird, und sonst keine andere. Jeder, der euch irreleiten will, ist wirklich der Feind Pakistans. Ohne Staatssprache kann keine Nation auf Dauer fest zusammenhalten und funktionieren. […] ich sage es euch noch einmal: geht nicht jenen auf den Leim, die die Feinde Pakistans sind. Unglücklicherweise habt ihr eine Fünfte Kolonne unter euch – mit Bedauern muss ich feststellen, dass es sogar Muslime sind – die aus dem Ausland finanziert wird. Aber diese begehen einen großen Fehler. Wir werden Sabotage nicht mehr tolerieren, wir werden die Feinde Pakistans nicht mehr tolerieren, wir werden keine Quislinge und Fünften Kolonnen in unserem Staat tolerieren. Wenn dem nicht Einhalt geboten wird, bin ich zuversichtlich, dass eure Regierung und die Regierung Pakistans die energischsten Maßnahmen ergreifen werden, um mit jenen rücksichtslos aufzuräumen, weil sie ein Gift für unser Land sind. […] Sehr oft wird gesagt: ‚Warum können wir nicht diese oder jene Partei haben?‘ Ich muss euch sagen – und ich hoffe, dass ihr dem zustimmt – dass wir letztlich die Gründung Pakistans nach nicht nachlassenden 10-jährigen Bemühungen und Anstrengungen erreicht haben. Die Muslim-Liga hat dies erreicht. Natürlich gab es viele Muslime, die in dieser Frage indifferent waren. Einige waren ängstlich, weil sie persönliche Vorteile hatten, die sie zu verlieren fürchteten, andere verkauften sich an den Feind und arbeiteten gegen uns, aber wir bemühten uns und kämpften und durch die Gnade Gottes und mit seiner Hilfe haben wir Pakistan geschaffen, zum Staunen der ganzen Welt. Nun liegt dieses heilige Vermächtnis in euren Händen, d. h. denen der Muslim-Liga. Soll dieses heilige Vermächtnis durch uns, als die wirklichen Treuhänder der Wohlfahrt dieses Landes und unseres Volkes geschützt werden, oder nicht? Sollen Parteien, die wie Pilze aus dem Boden schießen und die von Personen mit zweifelhafter Vergangenheit geführt werden, dies, was wir erreicht haben wieder zerstören oder das, was wir gesichert haben für sich vereinnahmen?”

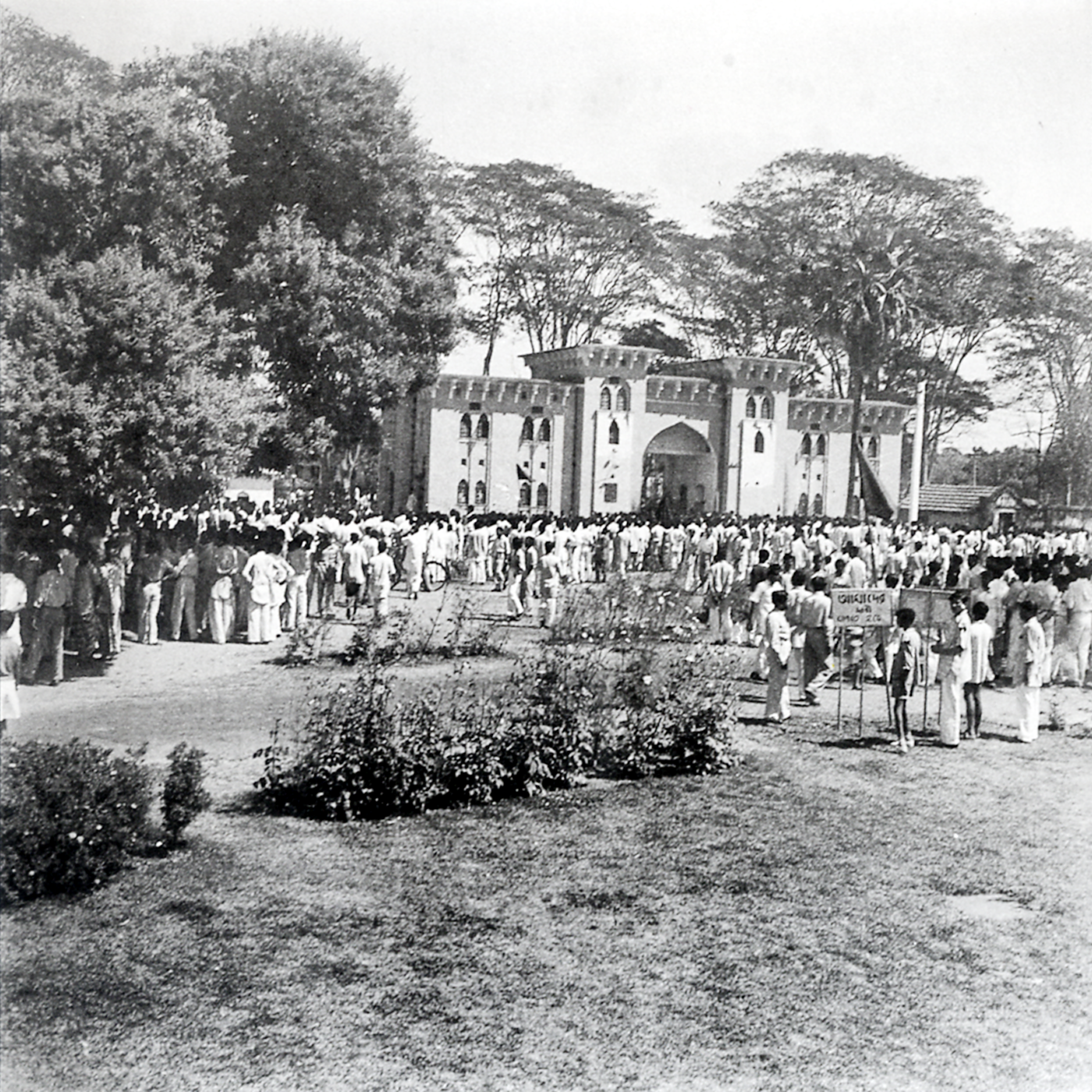
Versammlung von Studenten vor dem Gebäude der Fakultät für Geisteswissenschaften der Universität Dhaka am 21. Februar 1952

Auch nach dem öffentlichen Eintreten Jinnahs für Urdu als alleinige Staatssprache hörte die Agitation für die bengalische Sprache nicht auf. Kompromissvorschläge sahen vor, dass zwar Bengalisch zur zweiten Nationalsprache erklärt werden sollte, dieses jedoch zukünftig in arabischer Schrift geschrieben werden sollte.
Die Regierung Pakistans zögerte auch mit der Umsetzung von Gesetzesvorhaben, die dem Bengalischen einen quasi offiziellen Status verliehen hätten. Bis 1952 war kein entsprechendes Gesetz verabschiedet.

## Proteste 1952

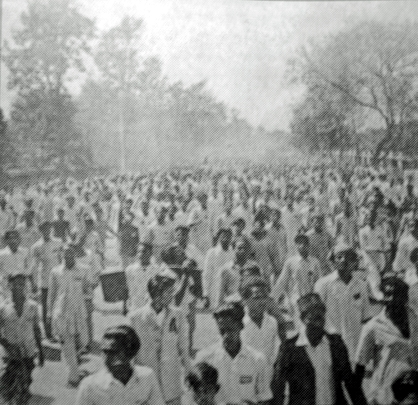
Gedenkprozession von Studenten in Dhaka am 22. Februar 1952

Am 27. Januar 1952 eskalierte die Situation erneut, nachdem der damalige Premierminister Pakistans, Khawaja Nazimuddin, selbst bengalischer Herkunft, erneut bekräftigte, dass Urdu die alleinige Staatssprache sein werde. Die Führer des Sprach-Aktionskomitees (Language Action Committee) in Ostpakistan riefen daraufhin zu einem hartal, einem Generalstreik, auf und organisierten Demonstrationen am 21. Februar 1952 in ganz Ostpakistan. Die Regierung verbot die Demonstrationen und verhängte eine Ausgangssperre, jedoch wurde das Verbot missachtet.
Am 21. Februar stießen demonstrierende Studenten der Universität Dhaka mit der Polizei zusammen, wobei mehrere Demonstranten getötet wurden. An den beiden folgenden Tagen kam es erneut zu Toten bei Demonstrationen. Insgesamt verloren 10 demonstrierende Studenten ihr Leben.
Die Ereignisse hatten eine große Wirkung in Ostpakistan. Die getöteten Studenten wurden zu Märtyrern der Sprachbewegung stilisiert, und in den folgenden Jahren wurde jeweils der „Tag der Märtyrer“ am 21. Februar begangen.

## Offizielle Anerkennung des Bengalischen als Staatssprache Pakistans
Nach den Ereignissen vom Februar 1952 verabschiedete das gewählte Provinzialparlament von Ostpakistan eine Resolution, in der es die Anerkennung des Bengalischen als zweite Staatssprache forderte. Am 7. Mai 1954 beschloss die konstituierende Nationalversammlung Pakistans, dass die offiziellen Staatssprachen Pakistans sowohl Urdu als auch Bengalisch sein sollten. Dieser Grundsatz fand sich auch in der am 29. Februar 1956 verabschiedeten ersten Verfassung Pakistans, in der Urdu und Bangla beide zu Nationalsprachen Pakistans erklärt wurden. Die Verfassung der Islamischen Republik Pakistan trat am 23. März 1956 in Kraft. In Artikel 214 hieß es: The State languages of Pakistan shall be Urdu and Bengali. („Staatssprachen Pakistans sollen Urdu und Bengalisch sein.“).

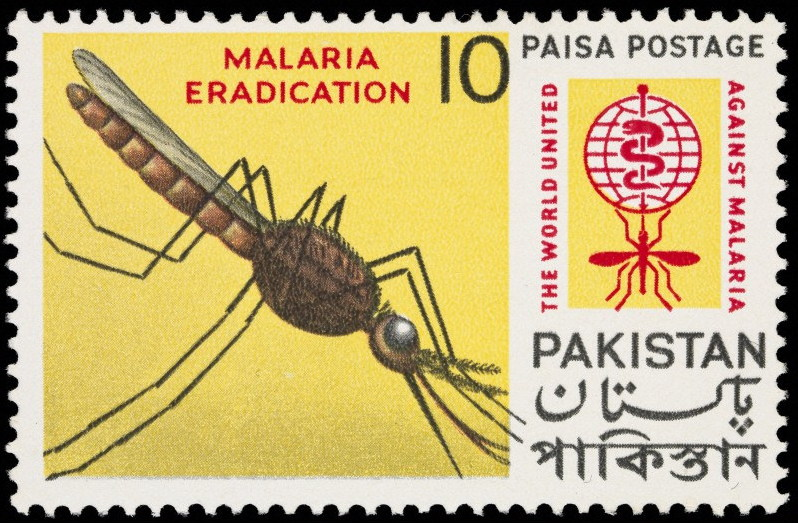
Eine pakistanische Briefmarke aus dem Jahr 1962 mit Beschriftung in drei Sprachen: Urdu, Bengalisch und Englisch

Offizielle Dokumente, Banknoten und Briefmarken wurden danach zweisprachig Urdu/Bengalisch bedruckt, und bengalische Abgeordnete erhielten das Recht, in der pakistanischen Nationalversammlung in bengalischer Sprache zu sprechen. Diese Verfassung war allerdings nicht lange in Kraft. Am 7. Oktober 1958 verhängte Präsident Iskander Mirza kurz vor dem angesetzten Wahltermin zum Parlament von Gesamt-Pakistan das Kriegsrecht über das Land und setzte den Armeegeneral Muhammed Ayub Khan zum Regierungschef ein. Das wesentliche Motiv bei diesem Schritt war die Befürchtung, dass die vor allem in Ostpakistan starken Oppositionsparteien zur Muslim-Liga die Wahl gewinnen würden. Kurze Zeit später, am 27. Oktober 1958, setzte Muhammed Ayub Khan den Präsidenten ab und installierte sich in einem Staatsstreich selbst als Präsident Pakistans. Die auf sein Betreiben ausgearbeitete und am 8. Juni 1962 in Kraft getretene zweite Verfassung Pakistans bekräftigte noch einmal die Gleichberechtigung beider Sprachen.
Trotzdem bewahrte sich die pakistanische Staatsführung unter Muhammed Ayub Khan ein anhaltendes Misstrauen oder Unbehagen gegenüber der Sprachsituation im Land. Anstrengungen wurden unternommen, die beiden geografisch getrennten Landesteile sprachlich einander anzunähern. Die intellektuelle Führungsschicht Ostpakistans wurde aufgefordert, Lehnwörter aus den Sprachen Westpakistans und aus dem Persischen und Arabischen zu übernehmen. Die Gleichberechtigung des Bengalischen erfolgte nur zögerlich und halbherzig. Hinzu kam die wirtschaftliche und politische Benachteiligung Ostpakistans zugunsten des Westteils. Im Indisch-pakistanischen Krieg von 1965 fühlte sich Ostpakistan von Westpakistan im Stich gelassen. Die militärische Führung Pakistans konzentrierte sich praktisch ausschließlich auf die Verteidigung des westlichen Territoriums. Insgesamt erwiesen sich die Maßnahmen der pakistanischen Führung als unzureichend, die innere Spaltung des Landes vertiefte sich eher, und die bengalische Autonomiebewegung gewann immer weiter an Auftrieb.
Im Jahr 1970/71 kam es zum offenen Bruch und Ostpakistan wurde nach dem Unabhängigkeitskrieg unter dem Namen Bangladesch unabhängig.

## Internationaler Tag der Muttersprache

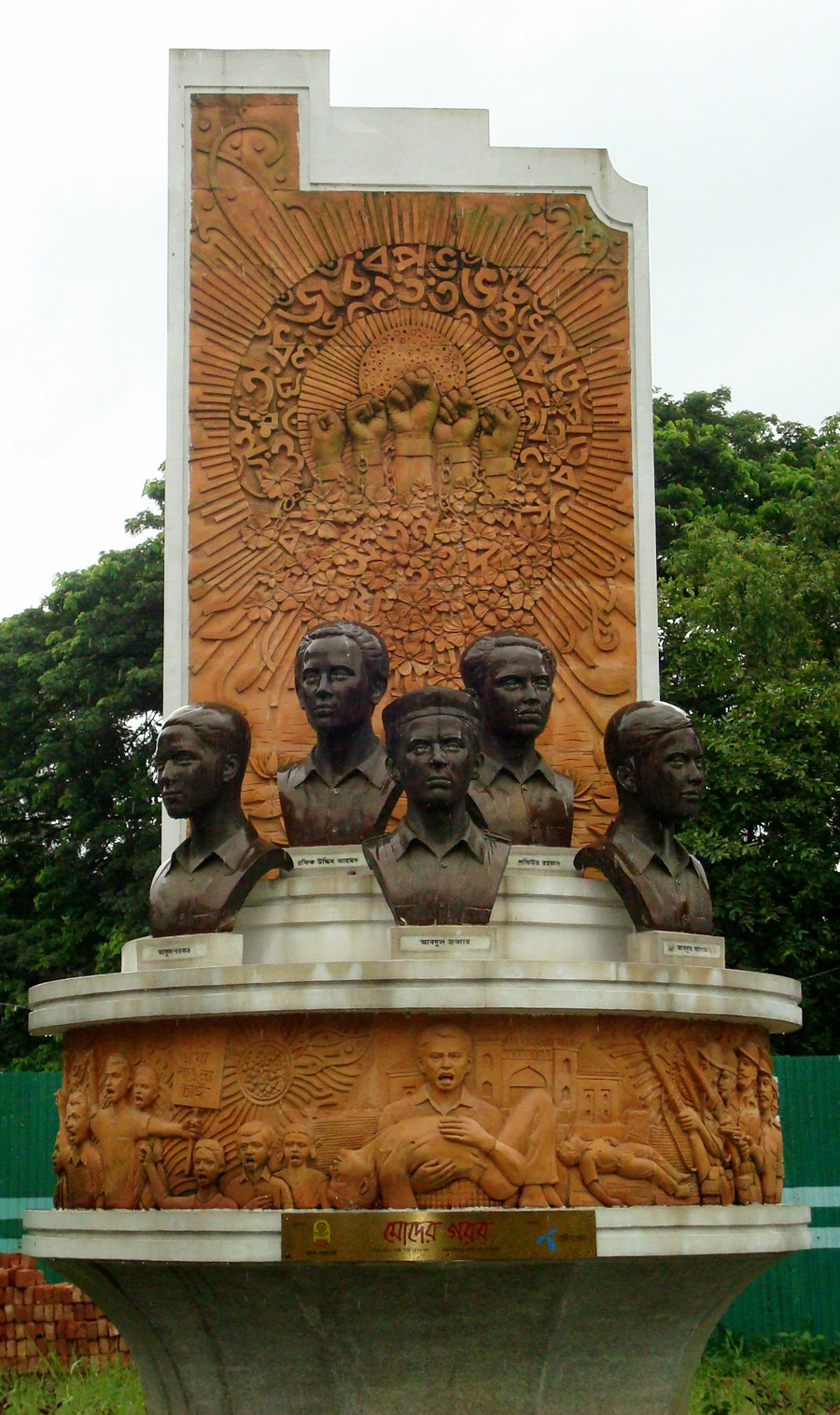
Denkmal für die getöteten Studenten vor der Akademie für die bengalische Sprache in Dhaka

Auf ihrer 30. Tagung in Paris erklärte die UNESCO-Generalversammlung am 17. November 1999 den 21. Februar zum Internationalen Tag der Muttersprache. Das Datum wurde zum Gedenken an die Opfer der bengalischen Sprachbewegung gewählt. Der Gedenktag soll laut UNESCO „die sprachliche Vielfalt und die mehrsprachige Erziehung, sowie das Bewusstsein sprachlicher und kultureller Traditionen fördern und zu deren Verständnis, Toleranz und zu einem Dialog beitragen“.
Der 21. Februar ist als „Tag der Märtyrer“ heute ein offizieller Nationalfeiertag in Bangladesch.